# Historias negras (historieta de Alfonso Font)
Historias negras es una serie de cómic del autor español Alfonso Font. 

## Trayectoria editorial
Tras haber trabajado con guionistas franceses y formado parte del Taller Premiá, Alfonso Font decidió crear sus propias series, siendo Historias negras la primera de ellas.
Las primeras historietas se publicaron en la revista "Creepy" en 1980, con el siguiente orden:
| Título                | Publicación     |
| --------------------- | --------------- |
| La ejecución          | "Creepy" n.º 14 |
| ¡Señor, señor...!     | "Creepy" n.º 15 |
| Cuando deje de nevar  | "Creepy" n.º 16 |
| Un día de campo       | "Creepy" n.º 17 |
| Cuestión de marketing | "Creepy" n.º 18 |
| Un fallo técnico      | "Creepy" n.º 19 |
| El misionero          | "Creepy" n.º 20 |
| El hijo muerto        | "Creepy" n.º 21 |
| El aspirante          | "Creepy" n.º 22 |
| La voz                | "Creepy" n.º 23 |
| El viejo sistema      | "Creepy" n.º 24 |
| La víctima            | "Creepy" n.º 26 |
| Week-end              | "Creepy" n.º 27 |
| El velatorio          | "Creepy" n.º 28 |
| La arenga             | "Creepy" n.º 31 |

En 1984, Alfonso Font retomó la serie para "Cimoc", produciendo las siguientes historietas:
| Título                                 | Publicación |
| -------------------------------------- | ----------- |
| Una historia sin final                 |             |
| La broma                               |             |
| La parábola de el marciano desconocido |             |

En 2003, Glénat España recopiló la serie íntegra en un monográfico, optando por una ordenación temática de las historietas.